# Walt Disney
Walter Elias Disney (ur. 5 grudnia 1901 w Chicago, zm. 15 grudnia 1966 w Los Angeles) – amerykański animator, aktor głosowy, producent filmowy, przedsiębiorca, wizjoner i filantrop. Jeden z największych twórców przemysłu rozrywkowego w historii.
Z bratem, Royem Oliverem Disneyem, założył przedsiębiorstwo Walt Disney Productions, później znane pod nazwą The Walt Disney Company, które pozostaje drugą co do wielkości korporację mediową świata. Jest twórcą postaci, takich jak Myszka Miki (pod którą Disney początkowo sam podkładał głos), pies Pluto czy Kaczor Donald. W 1955 założył pierwszy park rozrywki Disneyland.
W trakcie kariery otrzymał 26 Oscarów (w tym cztery honorowe) i 46 nominacji, przodując tym samym we wszystkich hollywoodzkich zestawieniach zwycięzców tych najbardziej prestiżowych nagród filmowych świata. Jest także siedmiokrotnym zdobywcą Nagrody Emmy.
24 maja 1968 w uznaniu wybitnej służby publicznej i wybitnych zasług dla Stanów Zjednoczonych i świata, został pośmiertnie uhonorowany Złotym Medalem Kongresu (Congressional Gold Medal) – jednym z najwyższych odznaczeń cywilnych w Stanach Zjednoczonych.

## Życiorys

### Rodzina i edukacja

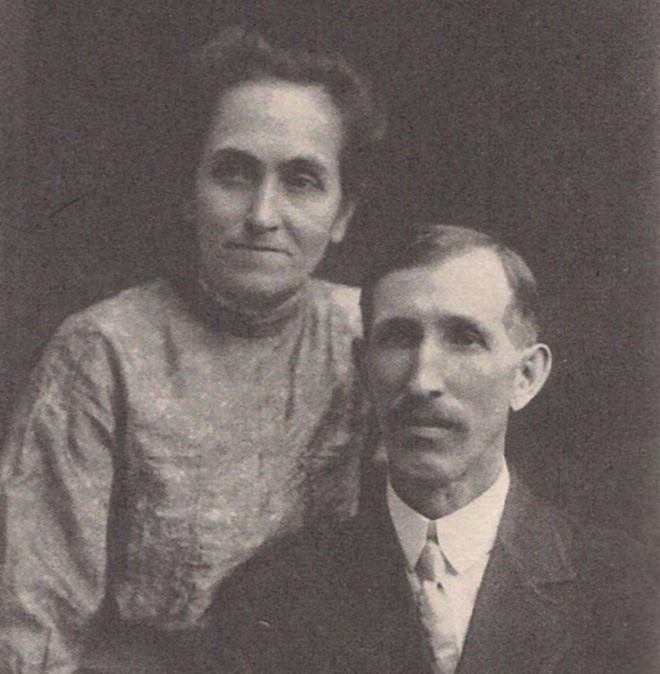
Flora i Elias Disneyowie (1913)

Urodził się 5 grudnia 1901 w Chicago jako syn Eliasa Disneya (ur. 6 lutego 1859, zm. 13 września 1941) i Flory Call, którzy pobrali się w 1888 i zajmowali się uprawą farmy owocowej. Matka Disneya miała korzenie angielskie i niemieckie, a ojciec był potomkiem Jean-Christophe’s d’Isigny, francuskiego Normana, który przybył do Anglii wraz z Wilhelmem Zdobywcą w 1066, po czym zanglicyzował nazwisko na Disney oraz założył dwie wsie: Norton Disney w Lincolnshire i Disney pod Coventry; przodkowie Eliasa wyemigrowali do Kanady z Gowran (hrabstwo Kilkenny w Irlandii), on sam w 1834 przeniósł się do USA po utracie rodzinnej farmy. Walter otrzymał imiona po ojcu i jego bliskim przyjacielu, Walterze Parrze, kaznodziei kościoła świętego Pawła. Miał trzech starszych braci: Herberta (1888–), Raymonda (1889–) i Roya Olivera (1893–), oraz młodszą siostrę, Ruth Florę (ur. 1903). W 1906 rodzina Disneya przeniosła się na farmę w pobliżu miasta Marceline w stanie Missouri, którą sprzedali w 1909, po czym w 1911 przeprowadzili się do Kansas City. Elias pracował przy budowie obiektów wystawy światowej World’s Columbian Exposition w Chicago w 1893; międzynarodowe wydarzenie miało – według Erika Larsona – zainspirować Walta Disneya do stworzenia własnego animowanego świata.
Był surowo wychowywany przez ojca, którego postrzegał jako patriarchalnego despotę hołdującego dyscyplinie, co wpłynęło na chłodne relacje między nimi również w nastoletnim i dorosłym życiu Disneya. Oprócz tego, odkąd skończył osiem lat, był zmuszany przez ojca do pracy na farmie, a za niezadowalające – zdaniem Eliosa – wyniki pracy był przez niego karany fizycznie. Po przeprowadzce do Kansas City pracował przy rozprowadzaniu gazet z przedsiębiorstwa kolprotującego prasę, które zakupił jego ojciec. W dzieciństwie pracował także jako dostarczyciel recept do miejscowej drogerii, a kiedy miał 17 lat, znalazł zatrudnienie jako obnośny sprzedawca w Międzystanowym Towarzystwie Informacyjnym Van Noyesa. Odkąd był dzieckiem, w chwilach wolnych rysował, najczęściej szkice zwierząt, które widywał na farmie.
Uczęszczał do Benton School i udzielał się w szkolnym teatrze. W 1917 podjął naukę w McKinley High School w Chicago i uczęszczał na wieczorowe kursy w Chicagowskiej Akademii Sztuk Pięknych, a żeby opłacić zajęcia, podejmował dodatkowe prace np. w należącej do ojca wytwórni galaretek O-Zell Jelly, na poczcie i na stacji kolei nadziemnej. Kansas City Art School, lecz opuścił szkołę w wieku 16 lat, aby zostać ochotniczym kierowcą ambulansu w I wojnie światowej. W tym celu podał rok 1900 jako rok urodzenia. Do 1919 był członkiem American Red Cross Ambulance Force. W międzyczasie tworzył obrazowe historyjki i rozsyłał je do redakcji amerykańskich czasopism, jednak te odrzucały jego prace. Dorabiał, sprzedając własnoręcznie malowane hełmy wojskowe.

### Początki kariery
Po zakończeniu służby wojskowej odmówił ojcu dołączenia do jego firmy i w 1919 opuścił dom rodzinny, po czym – kierowany chęcią kontynuowania kariery artystycznej – wrócił do Kansas City. Tam odrzucono jego aplikację na stanowisku rysownika w czasopiśmie „Kansas City Star”, po czym przyjęto go do agencji reklamowej Pressman-Rubin, skąd jednak po zaledwie miesiącu zwolniono go z pracy w związku z „brakiem podstawowych umiejętności rysowania”. Następnie dorywczo pracował na poczcie. W 1920 we współpracy z Ubbe Iwerksem, który również został zwolniony ze studia Pressmen-Rubin, założył firmę Iwerks-Disney Commercial Artists. Wkrótce otrzymali pierwsze zlecenia, m.in. tworzyli rysunki dla Ala Cardera, wydawcy biuletynów związków zawodowych. Po rozwiązaniu spółki po niespełna miesiącu działalności rozpoczął pracę jako rysownik w Towarzystwie Reklamy Filmowej w Kansas City (ang. Kansas City Film Ad Company). W tym czasie dokształcał się w technice zdjęć poklatkowych i wkrótce samodzielnie stworzył swoje pierwsze filmy animowane. W maju 1922 stworzył dla sieci kinoteatrów w Kansas City swoją pierwszą jednominutówkę pod szyldem własnego przedsiębiorstwa „Laugh-O-Grams” (później przemianowanego na „Newman Laugh-O-Grams”), a na potrzeby projektu stworzył postać Profestora Whosisa. Wtedy też odszedł z pracy w Towarzystwie Reklamy Filmowej, a także zaczął udzielać korepetycji z rysunku filmowego. W tym okresie stworzył filmy rysunkowe do bajek: Czerwony Kapturek i Kot w butach, które wydał pod szyldem „Newman Laugh-O-Grams”. Nawiązał też współpracę z towarzystwem Pictorial Clubs i stworzył dla niego kolejne kilka filmów, które wyświetlane były w teatrze „Isis”. Kręcił też filmy krótkometrażowe dla kronik filmowych wytwórni Selznick International Pictures, Pathé i Universal Pictures. Po tym, jak firma Pictorial Clubs zakończyła z nim współpracę, stworzył film Ząbek Tomcia Żarłoczka (Tommy Tucker’s Tooth) i zaczął pracę nad filmem Alicja w Krainie Czarów, w którym zastosował technikę umieszczenia animowanych postaci w rzeczywistym świecie. Po zamknięciu w 1923 firmy Newman Laugh-O-Grams z powodu niewypłacalności przeprowadził się do Los Angeles, dokąd udał się z zamiarem produkowania i reżyserowania hollywoodzkich filmów aktorskich, jednak jego kandydatury zgłaszane do tamtejszych wytwórni zostały odrzucone.

### Walt Disney Pictures
16 października 1923 podpisał kontrakt z Margaret Winkler, dzięki czemu dołączył do sieci producentów filmów rysunkowych. Razem z bratem, Royem, uruchomił firmę produkcyjną Disney Brothers i zrealizował filmy krótkometrażowe: Alicja na morzu (Alice’s Day at Sea), Alicja na polowaniu w Afryce (Alice Hunting in Africa) i Upiorne przygody Alicji (Alice’s Spooky Adventures), który w marcu 1924 trafił do dystrybucji kinoteatralnej. Przed rozpoczęciem prac nad kolejnymi filmami z serii Alicja ponownie nawiązał współpracę z Ubbe Iwerksem oraz kilkoma dawnymi animatorami z „Laugh-O-Gram”, m.in. Rudolphem Isingiem, Caramanem Maxwellem i Fritzem Frelengiem. Renegocjował też kontrakt z Margaret Winkler na kolejne 18 odcinków Alicji.

Podpis Walta Disneya

Na początku 1926 zmienił nazwę swojej firmy na Walt Disney Studio. W 1927 stworzył animowaną serię o Króliku Oswaldzie, za której dystrybucję odpowiadały Universal Pictures. W 1928, straciwszy prawa do Królika Oswalda na rzecz dystrybutora, wymyślił postać Myszki Miki (którą narysował Ubbe Iwerks), której również użyczał głosu przez siedem lat. Pierwowzorem postaci Mikiego był Charlie Chaplin, idol z dzieciństwa Disneya. Film Parowiec Willie (1928) i kolejne krótkometrażowe produkcje z Myszką Miki przyniosły mu międzynarodową popularność i uznanie branży filmowej.
W 1932 za film Kwiaty i drzewa z serii Głupiutkie symfonie odebrał na piątej gali rozdania nagród Akademii Filmowej Oscara za najlepszy krótkometrażowy film animowany (w tej samej kategorii nominowany był także za film Sieroty Myszki Miki), poza tym otrzymał honorowego Oscara za stworzenie postaci Myszki Miki. Poza pracą w swoim studiu produkcyjnym, w latach 30. prowadził ćwiczenia z animacji na potrzeby filmu w Instytucie Sztuki Chouinard w Los Angeles, a wielu uczniów później znalazło zatrudnienie w jego studiu.
W 1935 premierę miał pierwszy i zarazem ostatni film w reżyserii Disneya – Złote dotknięcie (The Golden Touch), 50. produkcja z serii Głupiutkie symfonie, która po artystycznej porażce została wycofana z dalszej dystrybucji. W tym samym roku Disney wymyślił postać Kaczora Donalda, który z założenia był osobowościom przeciwieństwem Myszki Miki. W 1937, tuż przed premierą filmu Królewna Śnieżka i siedmiu krasnoludków udał się w trasę promocyjną do Europy, gdzie m.in. został przyjęty przez brytyjską rodzinę królewską oraz uczestniczył w prywatnej audiencji u papieża Piusa XI i Benito Mussoliniego. W 1938 otrzymał honorowego Oscara za film Królewna Śnieżka i siedmiu krasnoludków (1937), który uznano za „znaczącą innowację w dziedzinie kinematografii, prezentujący wdzięk i nowatorstwo na płaszczyźnie nowej rozrywki w zakresie filmu rysunkowego”. W tym samym roku Disney otrzymał tytuły honorowe: Mistrza Sztuk Pięknych od Uniwersytetu Yale za „tworzenie nowego języka sztuki” oraz Mistrza Sztuk od Uniwersytetu Harvarda. Dołączył też do Stowarzyszenia Niezależnych Producentów Filmowych (SNPF), której celem było rzucenie wyzwania największym wytwórniom dominującym nad produkcją, dystrybucją i prezentacją filmów.
W listopadzie 1938, wskutek zatrucia gazem ulatniającym się z niesprawnego pogrzewacza wody umieszczonego w piwnicy, zmarła matka Disneya. Artysta obwiniał się za jej śmierć, ponieważ nie zauważył usterki piecyka. Po śmierci matki, która zbiegła się z produkcją Pinokia, wyrzucił ze scenariusza filmu wszystkie sceny z żoną Gepetta. Filmoznawcy utrzymują też, że to właśnie z powodu śmierci matki bohaterowie produkcji Disneya tak często są pół-sierotami lub sierotami. Disney w filmach często ukazywał także konsekwencje szargania świętości rodziny. Niektóre postacie z filmów Disneya mierzyły się z brakiem bądź utratą zdefiniowanego pochodzenia, co wynikało z faktu, że Walt od dzieciństwa czuł się odtrącany przez ojca oraz podejrzewał, że został adoptowany przez rodziców.
W listopadzie 1940 rozpoczął współpracę z FBI jako szpieg rządu Stanów Ziednoczonych; nazwisko Disneya usunięto z akt dopiero po jego śmierci w 1966. W 1942 na rozdaniu Oscarów otrzymał nagrodę im. Irvinga Thalberga za „wyjątkową konsekwencję w produkowaniu filmów wysokiej jakości”, a także Oscara za najlepszy krótkometrażowy film animowany (Pluto i kotek) i  – wraz z technikami dźwięku i RCA Manufacturing Company – honorowego Oscara za realizację pełnometrażowego filmu animowanego Fantazja (1940). W lutym 1944, jako zadeklarowany antykomunista, został jednym z członków założycieli i wiceprezesem Filmowego Sojuszu dla Ocalenia Amerykańskich Ideałów.
W styczniu 1945 zrezygnował ze stanowiska prezesa Walt Disney Productions, jako powód podając „potrzebę uwolnienia się od wyczerpującej go pracy administracyjnej”. W tym okresie ograniczył działalność w firmie, skupiając się na życiu rodzinnym. Zaczął też uzależniać się od leków nasennych i alkoholu, jednak podczas wyjazdu na wakacje (zalecone mu przez lekarza) uporał się z nałogami. W 1949 za krótkometrażowy film przyrodniczy Wyspa fok (Seal Island, 1948) otrzymał Oscara za najlepszy krótkometrażowy film na dwóch rolkach. W marcu 1953 został przez francuski rząd uhonorowany Officier d’Academie, najwyższym odznaczeniem w dziedzinie kultury, za „wkład w dziedzinie niesienia prawdy i szerzenia wiedzy” w swoich filmach. W 1954 otrzymał Oscary za: najlepszy pełnometrażowy film dokumentalny (Żyjąca pustynia), najlepszy krótkometrażowy film dokumentalny (The Alaskan Eskimo), najlepszy krótkometrażowy film na dwóch rolkach (Bear Country) i najlepszy krótkometrażowy film animowany (Przygody z muzyką). W listopadzie 1956 został uhonorowany nagrodą Milestone przez Korporację Producentów Filmowych za „wielkie osiągnięcia zawodowe”. W kwietniu 1964 otrzymał Prezydencki Medal Wolności, najwyższe cywilne odznaczenie w Stanach Zjednoczonych.

### Śmierć i pogrzeb
Od połowy lat 50. uskarżał się na nieustanne bóle gardła, a w ostatnich miesiącach życia cierpiał także na chroniczną bezsenność i bóle nerek. Żeby uśmierzyć ból, zażywał wiele leków przeciwbólowych, które popijał alkoholem. Odkąd stał się pełnoletni, nałogowo palił papierosy. Pod koniec 1966 zdiagnozowano u niego szybko postępującego raka lewego płuca; w listopadzie przeszedł operację wycięcia lewego płuca, jednak nastąpiły przerzuty do gruczołów limfatycznych. Zmarł 15 grudnia 1966 wskutek zatrzymania akcji serca. Jego śmierć spotkała się z emocjonalnym odbiorem wśród Amerykanów. Został skremowany (wbrew legendzie miejskiej twierdzącej, że jego ciało zostało zamrożone), a jego prochy złożono 16 grudnia 1966 na cmentarzu Forest Lawn w Hollywood Hills.

## Życie prywatne
13 lub 25 lipca 1925, po trzech miesiącach znajomości, ożenił się z Lillian Marie Bounds, którą zatrudnił w charakterze rysowniczki w Disney Brothers Cartoon Studio. 19 grudnia 1933 urodziła im się jedyna córka, Diane Marie. W grudniu 1936 Disneyowie adoptowali, wówczas sześciotygodniową, Sharon Mae.

## Filmografia
W trakcie swej niemal 45-letniej kariery był producentem prawie 700 filmów, głównie animowanych. W zdecydowanej większości były to produkcje krótkometrażowe. Jako aktor głosowy wystąpił łącznie w 145 produkcjach filmowych.